# Adonisea hirtella
Adonisea hirtella là một loài bướm đêm trong họ Noctuidae.